# Bruxelles-Ingooigem 1974
La Bruxelles-Ingooigem 1974, ventisettesima edizione della corsa, si svolse il 12 giugno su un percorso con arrivo a Ingooigem. Fu vinta dal belga Patrick Sercu della squadra Brooklyn davanti ai connazionali Willy Van Malderghem e Ronny De Bisschop.

## Ordine d'arrivo (Top 10)
| Pos. | Corridore            | Squadra                        | Tempo |
| ---- | -------------------- | ------------------------------ | ----- |
| 1    | Patrick Sercu        | Brooklyn                       |       |
| 2    | Willy Van Malderghem | Carpenter-Confortluxe-Flandria |       |
| 3    | Ronny De Bisschop    | Frisol-Flair Plastics          |       |
| 4    | Rudy De Groote       | Munck-Beck's                   |       |
| 5    | Gustave Van Gossum   | Gero Verwarming-Hasselt        |       |
| 6    | Dirk Baert           | M.I.C.-Ludo-De Gribaldy        |       |
| 7    | Ronald De Witte      | Carpenter-Confortluxe-Flandria |       |
| 8    | August Herijgers     | Gero Verwarming-Hasselt        |       |
| 9    | Frans Verhaegen      | Ijsboerke-Colner               |       |
| 10   | Daniel Verplancke    | Carpenter-Confortluxe-Flandria |       |